# Alenka Kolman
Alenka Kolman Polanec, slovenska pevka zabavne glasbe in organizatorka prireditev ter nekdanji fotomodel, * 1976
Vrhunec priljubljenosti je dosegla konec 90. let z dance glasbo. Kasneje se je posvetila študiju, svoji družini ter ustvarjanju glasbe za otroke in organiziranju otroških prireditev.
Diplomo in magisterij iz glasbenega trženja je pridobila na Ekonomsko-poslovni fakulteti v Mariboru.

## Kariera

### Manekenstvo in lepotna tekmovanja
V Mariboru je kratko obdobje delala kot manekenka, nato pa se povsem posvetila glasbi. Udeleževala se je lepotnih tekmovanj, kot so Miss Slovenije in Najlepša Slovenka  ter se ukvarjala z manekenstvom.

### Pevska kariera
Pevka je postala, ko jo je Vinko Šimek na eni izmed prireditev za izbor Najllepša Slovenka javno povabil, da zapoje. Njena prva pesem, Ti si zvezda mojih sanj, ki jo je posnela leta 1997, je kmalu postala velika uspešnica, ki so jo mladi prepevali po vsej Sloveniji, zaradi česar je pri založbi Megaton izdala istoimenski album. 
Alenka je leta 1997 zmagala na mednarodnem festivalu Glasbe in showa v Varaždinu - Raspjevani Varaždin in še istega leta izdala svoj prvi album z naslovom Ti si zvezda mojih sanj. Sledile so uspešnice Piši mi, Vedno hočem te le zase, Kako je mogoče, Oči zelene, Božični mix, … in veliko nastopov po vsej Sloveniji.
Leta 2000 je prejela zlato ploščo založbe Mandarina za glasbeni projekt Vedno hočem te le zase. Ko je izdala dva albuma za založbo Mandarina, se je z njo razšla iz poslovnih razlogov, pa tudi založba Slovenia Records ji je ponudila zelo dobre pogoje. Za njo je posnela svoj četrti album, na katerem se je poslovila od dance sloga.
S prihodom sina Maia pa je pričela ustvarjati za najmlajše poslušalce. Leta 2006 je izšla njena prva zgoščenka za otroke (kot priloga otroške revije Bučka). Kasneje je vse zgoščenke izdala pri založbi Glasbena dežela. Sodelovala je s številnimi ustvarjalci glasbe za otroke in tudi sama spisala precej besedil in glasbe za otroške pesmi. Posnela je čez 80 pesmi za otroke, izdala 8 albumov ter ustvarila številne glasbene predstave za otroke. 

## Zasebno
Rojena je v Kranju, del svojega otroštva pa je preživela tudi na sveti Ani pri Lenartu. Zdaj je že vrsto let občanka Maribora, kamor je prišla zaradi študija. Odkar je posatala mama (leta 2004 je rodila sina Maia), je svoje življenje in ustvarjanje posvetila najmlajšim poslušalcem. Mai je užival, ko mu je mamica prepevala in tako so nastale prve pesmi za otroke, kmalu pa tudi cel album zgoščenk s skladbami za otroke, Pridne peričice. Alenka je do danes izdala 8 glasbenih zgoščenk za otroke ter ustvarila številne predstave v katerih uživajo otroci širom Slovenije. Z družino živi v Mariboru, v njeno ustvarjanje za otroke pa je vpeta vsa družina - mož, sin ter mlajši sestri, Barbara in Urška. 

## Diskografija

### Albumi
- Ti si zvezda mojih sanj (Megaton, 1997)[11]
- Vedno hočem te le zase (Mandarina, 1998)[2] - zlata plošča[10]
- Ljubezen ena je (Mandarina, 2000)[12]
- Le zate živim (Slovenia records, 2002)[3][13]
- Ples pingvinov (Glasbena dežela, 2009)[14]
- Zimska dežela (Glasbena dežela, 2010)[15]
- Glasbena dežela (Glasbena dežela, 2011)[16]
- Dinozavrov ples (Glasbena dežela, 2012)[17]
- Jelenček Rudolf (Glasbena dežela, 2013)[18]
- Pridne peričice (Glasbena dežela, 2016)[19]
- Zapoj in zapleši (Glasbena dežela, 2020)[20]

### Singli
- Piši mi (1998)[21]
- Vedno hočem te le zase (1998)[22]
- Black is Black (1998)[23]
- Pridi v moj objem (1999)[24]
- Ob tebi (2000)[25]
- Ljubezen ena je (2000)[26]